# هندسة الطيران والفضاء
هندسة الطيران والفضاء هو فرع من فروع الهندسة، وهو العلم المسؤول عن تصميم وبناء الطائرات والمركبات الفضائية.
تنقسم هندسة الفضاء الجوي إلي فرعين أساسيين ومتداخلين هما:
- هندسة الطيران والملاحة الجوية
- هندسة الفضاء

الأول يتعامل مع المركبات ضمن الغلاف الجوي للأرض، والثاني يتناول المركبات التي تعمل خارج الغلاف الجوي للأرض. في حين أن «الملاحة الجوية» كانت المصطلح الأصلي. استطاع مصطلح «الفضاء الجوي» وهو الأشمل أن يوقف استخدام الأول وذلك بعدما توسعت تكنولوجيا الطيران لتشمل المركبات العاملة خارج الغلاف الجوي، ويطلق على هندسة الفضاء الجوي بصفة منتظمة علم الصواريخ.

## نظرة عامة
تتعرض المركبات الحديثة لظروف قاسية مثل الاختلافات في الضغط الجوي ودرجة الحرارة، أو الحمولة الهيكلية الثقيلة التي تؤثر علي عناصر المركبة، وبذلك فإنها عادةً ما تكون المنتجات من مختلف التقنيات بما فيها الديناميكا الهوائية، وإلكترونيات الطيران، وعلوم المواد والدفع، وهذه التقنيات تعرف إجمالاً بهندسة الفضاء الجوي. وبسبب تعقد مجال هندسة الفضاء الجوي قام بوضعه فريق من المهندسين والمتخصصين في كل فروع العالم. إن صناعة وتطوير مركبات الطيران تحتاج إلى اتزان حذر، وتوافق بين الإمكانيات والتصميم والتكلفة المختلفة.

## التاريخ

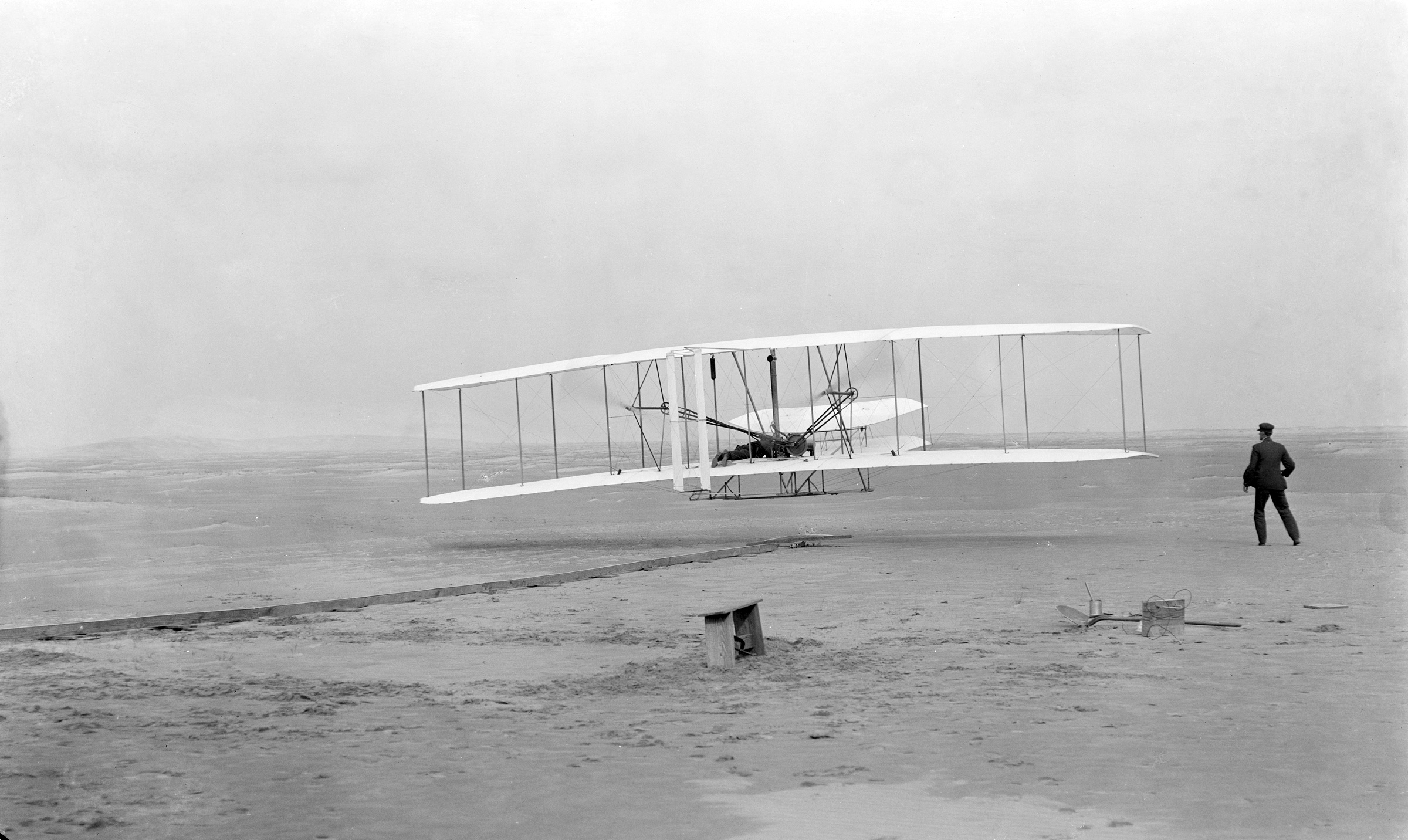
صورة عتيقة للأخوين رايت أثناء المحاولة الرسمية الناجحة الأولي للطيران باستخدام طائرتهما الكيتي هوك

كان أول من طار بنجاح هو العالم المسلم عباس بن فرناس، حيث قفز من مرتفع وهبط بطائرته الشراعية المصنوعة من الحرير وريش النسور، وبعده هزارفن أحمد جلبي الذي قذف نفسه بصاروخ ثم هبط بأجنحته عابرًا مضيق البسفور، وبعده كان ليوناردو دا فينشي من أول العلماء الذين فكروا جدياً في الطيران، مع أنه لم يجرب شخصيًا أياً من المركبات التي صممها، وربما لم يكن لها التأثير الملحوظ في عالم الطيران إلا أنه لا يمكن تجاهل تصميماته.
ويمكن بمتابعة أوائل مصنعي الطائرات والذين عاشوا في أواخر القرن التاسع عشر وأوائل القرن العشرين، ملاحظة أنهم كانوا يعتمدون في أغلب الأحيان علي الجهود الفردية سواء التقنية أو المادية، ومع ذلك فقد استطاع كثير منهم الطيران وبإمكانات بسيطة، ولم يبدأ التطور الحقيقي في عالم الطيران إلا بقدوم الحرب العالمية الأولى حيث تحولت صناعة الطيران من مجرد هواية أو مجال استثماري محدود النطاق إلى صناعة عسكرية سريعة التقدم استجلبت خبرات المهندسين والخبراء الذين سعوا مع مرور الوقت إلي بلورة وإنشاء هذا العلم على أسس هندسية صحيحة تعتمد بشكل أساسي علي النظريات العلمية بعدما كان هذا المجال يعتمد علي الخبرة العملية التي لا يمكن الجزم بقدرتها علي تجنب الخطأ.
رسمياً كان أول من استطاع الطيران بطائرة تطير بدفع ذاتي هما الأخوان رايت وكان ذلك في 17 كانون الأول/ديسمبر 1903، وقد اسميا طائرتهما رايت فلاير.
أول تعريف للهندسة الفضاء الجوي ورد في شباط/فبراير 1958. وقد نظر التعريف إلي الغلاف الجوي للأرض والفضاء الخارجي كوحده واحدة، وهو ما جعله يضم كلاً من الطائرات (الجوي) والمركبات الفضائية (الفضاء) تحت كلمة علم الفضاء الجوي التي صيغت حديثا.

## هندسة الطيران والفضاء في المؤسسات العربية للتعليم العالي
- قسم هندسة الطيران ومركبات الفضاء بجامعة الزقازيق.[4][5]
- قسم هندسة الطيران والفضاء بجامعة القاهرة.
- قسم هندسة الطيران بجامعة طرابلس.
- قسم هندسة الطيران والفضاء بجامعة الملك عبد العزيز.
- قسم هندسة الطيران بجامعة السودان للعلوم والتكنولوجيا.
- قسم هندسة الطيران بجامعة بغداد.
- هندسة الطيران بكلية الإمارات للطيران.
- هندسة الطيران والفضاء بجامعة خليفة في الإمارات.
- قسم هندسة الطيران بجامعة كَرَري في السودان.
- قسم هندسة الطيران بجامعة حلب.
- هندسة الطيران والفضاء بجامعة الملك فهد للبترول والمعادن.
- قسم هندسة الطيران بجامعة العلوم والتكنولوجيا الأردنية.
- كلية هندسة الطيران بالجامعة الدولية بالرباط.
- معهد الطيران والدراسات الفضائية بجامعة البليدة في الجزائر.
- قسم الطيران وتقاناته بالمعهد العالي للعلوم التطبيقية والتكنولوجيا في سورية.
- معهد هندسة وتكنولوجيا الطيران بإمبابة - مصر.
- هندسة ميكانيك الطيران في الجامعة التكنولوجية - بغداد.
- هندسة الطيران والفضاء في جامعة الإمارات - الإمارات